# Малая Нияю
Малая Нияю (устар. Малая Ния-Ю) — река в Берёзовском районе Ханты-Мансийского автономного округа. Правая составляющая (исток), в 73 км, реки Нияю. Длина реки 12 км.

## Данные водного реестра
По данным государственного водного реестра России относится к Нижнеобскому бассейновому округу, водохозяйственный участок реки — Северная Сосьва, речной подбассейн реки — Северная Сосьва. Речной бассейн реки — (Нижняя) Обь от впадения Иртыша.